# 傑森·貝特曼
謝遜·肯特·比文（英語：Jason Kent Bateman，1969年1月14日—），美國男演員，导演和制片人。他從1982年開始出演電視劇，主要作品有《发展受阻》，曾经赢得一次金球獎和两次卫星奖。在2000年以後，他也開始出演電影。他出演過的著名電影有《Juno少女孕記》、《全民超人》、《型男飛行日誌》、《老闆不是人》、《疏離世界》、《身份窃贼》和《非禮勿弒》等。2016年，他在迪士尼動畫電影《動物方城市》中為胡尼克配音，並獲得了一致好評。

## 早期生活
贝特曼出生于纽约州拉伊市，他的母亲是英格兰人，以前是泛美航空的空姐，出生于什羅普郡的舒茲伯利。他的父亲是一位演员，作家和影视导演，并在好莱坞创办舞台剧团。贝特曼的姐姐也是演员和制作人，他还有三个同父异母的兄弟。贝特曼四岁时举家搬迁到犹他州的盐湖城，后来搬到加利福尼亚州。

## 个人生活
在整个20世纪90年代，他都在与酒瘾和毒品做斗争，他在2009年接受采访时说，“这十年就像《乖仔也疯狂》一样”。
2001年7月贝特曼和歌手保羅·安卡的女儿Amanda Anka结婚。他们有两个女儿：Francesca Nora（生于2006年），Maple Sylvie（生于2012年）。

## 作品列表

### 電影
- 1987：《十八歲之狼續集》-Todd Howard
- 1988：《移動目標》-Toby Kellogg
- 1991：《反敗為勝》-Jarvis Edison
- 1992：《超完美分手大全》-Phil Stepler
- 1992：《How Can I Tell if I'm Really in Love?》-他自己
- 1999：《拔辣新娘》-Jesse Travis
- 2001：《Sol Goode》-Spider
- 2004：《甜姐不辣》-Roger Donahue
- 2004：《警網雙雄》-Kevin Jutsum
- 2004：《鐵男躲避球》-Pepper Brooks
- 2006：《同床異夢》-Mark Riggleman
- 2006：《亞瑟的奇幻王國：毫髮人的冒險》-Darkos（配音）
- 2006：《男人不養家》-Chip Sanders
- 2007：《五路追殺令》-Rupert "Rip" Reed
- 2007：《反恐戰場》-Adam Leavitt
- 2007：《鴻孕當頭》-Mark Loring
- 2007：《魔法玩具城》-Henry Weston
- 2008：《職場爭霸戰》-撤退的領導者
- 2008：《忘掉負心女》-動物本能偵探
- 2008：《全民超人》-Ray Embrey
- 2008：《開麥拉驚魂》-他自己（客串）
- 2009：《絕對陰謀》-Dominic Foy
- 2009：《謊言的誕生》-醫生（客串）
- 2009：《型男飛行日誌》-Craig Gregory
- 2009：《伴侶度假村》-Jason Smith
- 2010：《精選完美男》-Wally Mars
- 2011：《我們撞到外星人》-Agent Lorenzo Zoil
- 2011：《老闆不是人》-尼克·赫特力克士
- 2011：《玩咖尬宅爸》-Dave Lockwood / Mitch Planko
- 2012：《飆客找麻煩》-Officer Keith Yert
- 2012：《Mansome》-他自己（紀錄片）
- 2012：《疏離世界》-Rich Boyd
- 2013：《竊資達人》-Sandy Bigelow Patterson
- 2013：《髒話》-Guy Trilby（兼導演）
- 2014：《Pump》-旁白
- 2014：《窮到只剩愛》-Conrad Valmont
- 2014：《愛在頭七天》-賈德·阿特曼
- 2014：《老闆不是人2》-尼克·赫特力克士
- 2015：《樂高大紀錄》-旁白（樂高人物呈現）
- 2015：《非禮勿弒》-賽門
- 2015：《非普通家庭》-Buster Fang（兼導演）
- 2016：《動物方城市》-胡尼克（配音）
- 2016：《中央情爆員》-Trevor
- 2016：《聖誕搞轟趴》-Josh
- 2018：《遊戲夜殺必死》-Max
- 2021：《雷霆女神》-Jerry / The Crab
- 2023：《AIR》-Rob Strasser
- 2023：《傻瓜天堂》-Spfx Tech
- 2023：《從前有間工作室－迪士尼繪夢100年》-	Nick Wilde
- 2024：《随身行李》-Mysterious Traveler

### 電視
- 1981-1982：《草原小屋》-James Cooper Ingalls（21集）
- 1982-1984：《Silver Spoons》-Derek（21集）
- 1984：《霹靂遊俠》-Doug Wainwright（1集）
- 1984-1985：《It's Your Move》-Matthew Burton（18集）
- 1985：《Robert Kennedy and His Times》-小約瑟夫·P·甘迺迪（3集）
- 1986：《貝福地先生》-Sean（1集）
- 1986：《波城杏話》-Tim Moynihan（1集）
- 1986：《迪士尼的奇妙世界》-Steve Tilby（1集）
- 1986-1991：《The Hogan Family》-David Hogan（110集）
- 1987：《貝茲旅社》-Tony Scotti（電視電影）
- 1988：《Moving Target》-Toby Kellogg（電視電影）
- 1988：《我們的家》-Brian Gill（1集）
- 1992：《殺出大地獄》-Blaine Stockard III（電視電影）
- 1994：《這不可能是愛》-Grant（電視電影）
- 1995：《Burke's Law》-Jason Ripley（1集）
- 1995：《哈特夫婦》-Stuart Morris（1集）
- 1995-1996：《Simon》-Carl Himple（21集）
- 1996：《奈德與斯泰西》-Bobby Van Lowe（1集）
- 1997：《芝加哥之子》-Harry Kuichak（13集）
- 1997-1998：《喬治與李歐》-Ted Stoody（22集）
- 2000：《Rude Awakening》-Ryan（1集）
- 2001：《Some of My Best Friends》-Warren Fairbanks（8集）
- 2003：《陰陽魔界》-Scott Crane（1集）
- 2003-2006，2013，2016：《發展受阻》-麥可·布拉斯（68集）
- 2005：《一家之主》-Dr. Leslie（配音，1集）
- 2005：《無限正義聯盟》-Hermes（配音，1集）
- 2005：《週六夜現場》-主持人（1集）
- 2005：《趣怪守護仙》-湯米（配音，1集）
- 2006：《實習醫生成長記》-Mr. Sutton（1集）
- 2006：《The Jake Effect》-Jake Galvin（7集）
- 2009：《坐下！閉嘴！》-Larry Littlejunk（配音，13集）
- 2013：《嘎巴寶寶》-Bateman（1集）
- 2014：《家庭指南》-旁白（12集）
- 2015：《木偶歷險記》-他自己（1集）
- 2017：《黑钱胜地》-Marty Byrde（兼導演和執行製片人）
- 2022：《優獸大都會+》-Nick Wilde